# Henry Miller
Henry Valentine Miller (26. prosince 1891, New York, New York – 7. června 1980, Los Angeles, Kalifornie) byl americký spisovatel, je považován za představitele surrealismu.

## Život
Narodil se v New Yorku, své dětství prožil v Brooklynu. Pokoušel se studovat na City College of New York, ale po krátké době studií zanechal. Poté vystřídal značný počet zaměstnání. Od roku 1920 pracoval ve Western Union, kde začal psát. Zde se seznámil s June Edith Smith Mansfieldovou, se kterou odjel roku 1928 na cestu po Evropě.
Roku 1930 se dostal do Paříže, kde se mu zpočátku finančně vedlo velmi špatně (živil se i žebrotou). O rok později zde sehnal stálé zaměstnání a v Paříži zůstal až do roku 1939, kdy odjel do Řecka. V roce 1940 se vrátil do USA, kde se usadil v Kalifornii – Big Sur.
Po druhé světové válce vedl o své dílo řadu soudů, které ukončil v roce 1964 až Nejvyšší soud Spojených států amerických, který neshledal důvod k považování jeho děl za „oplzlé“.
Jeho tvorba a životní styl velmi ovlivnila tvorbu beat generation i jeho přítelkyni Anaïs Nin.

## Dílo
Ve svých dílech odmítal americký způsob života, snažil se popsat smyslové prožitky. To vedlo k názoru, že jeho díla jsou nemravná, vulgární, urážlivá a kazící výchovu mládeže, a proto zhruba do roku 1956 nesměly v USA vycházet, v tomto období vycházela ve Francii v Paříži. Svým volným přístupem k sexu ovlivnil hnutí hippies. On sám v Paříži navštěvoval nevěstinec Aux Belles Poules.
Většina kritiků se shoduje v názoru, že v některých dílech svoji snahu odtabuizovat se dovedl až k pornografii.
- Clipped Wings
- Obratník Raka – 1934, Paříž. V USA vydáno až v r. 1961. Český překlad vyšel poprvé v roce 1938 (překladatel Quido Palička).
- Černé jaro -1936, Paříž, New York: Grove Press, 1963
- Obratník Kozoroha – 1939, Paříž. V USA vydáno až v r. 1961
- Růžové ukřižování – trilogie
  - Sexus - 1949
  - Plexus – 1953 Paříž, 1963 New York
  - Nexus – 1959 Paříž, 1965 New York
- Tiché dny v Clichy – 1956 Paříž, 1987 New York
- Hamlet
- Kolos z Maroussi
- Úsměv pod provazovým žebříkem
- Big Sur a pomeranče Hieronyma Bosche
- Sunday after the War
- Kniha přátel
- Pod střechami Paříže
- Klimatizovaná noční můra